# Arteră bazilară
Artera bazilară ( /ˈbæz.ɪ.lər/ )   este una dintre arterele care alimentează creierul cu sânge bogat în oxigen.
Cele două artere vertebrale și artera bazilară sunt uneori denumite împreună sistemul vertebrobazilar, care furnizează sânge în partea posterioară a cercului lui Willis și se unește cu sângele furnizat în partea anterioară a cercului Willis din arterele carotide interne. 

## Anatomie
Artera bazilară apare din uniunea celor două artere vertebrale la joncțiunea dintre bulbul rahidian și puntea lui Varolio între nervii abducens (VI). 
Are traseul superior în șanțul bazilar al punții ventrale și se împarte la joncțiunea creierului mediu și punte în arterele cerebrale posterioare.
Ramurile sale de la caudal la rostral includ:
- artera cerebeloasă inferioară anterioară
- artera labirintică (<15% din oameni, de obicei ramificații din artera cerebelară anterioară inferioară)
- arterele pontine
- artera cerebeloasă superioară.

## Semnificație clinică
Un accident vascular cerebral bazilar conduce în mod clasic la sindromul blocat.

## Imagini suplimentare

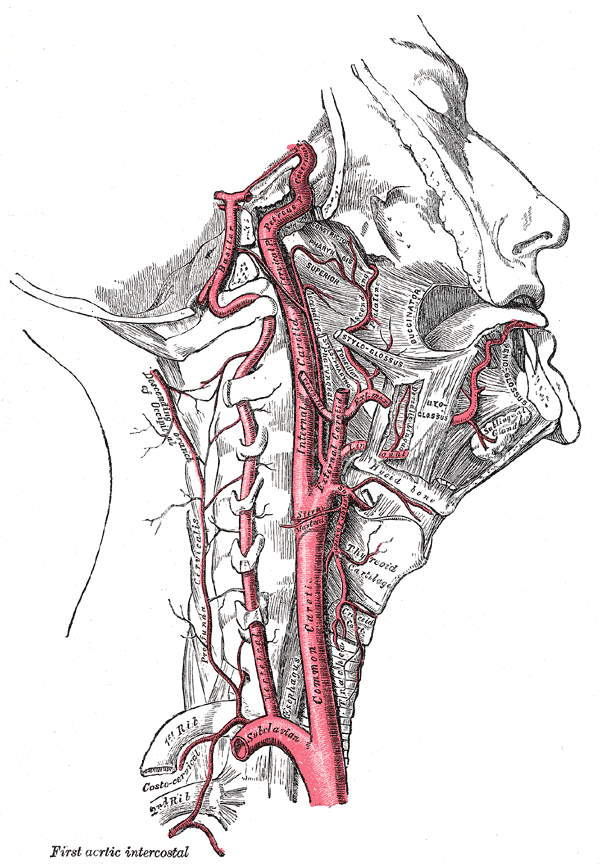
Arterele interne carotide și vertebrale (vedere laterală dreaptă)
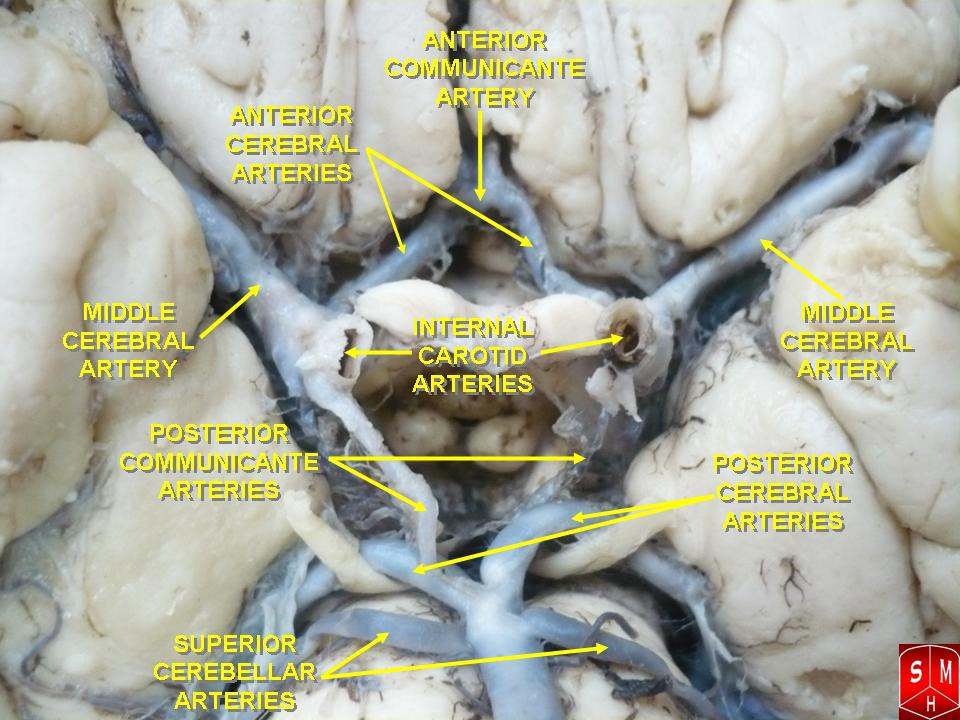
Artera bazilară
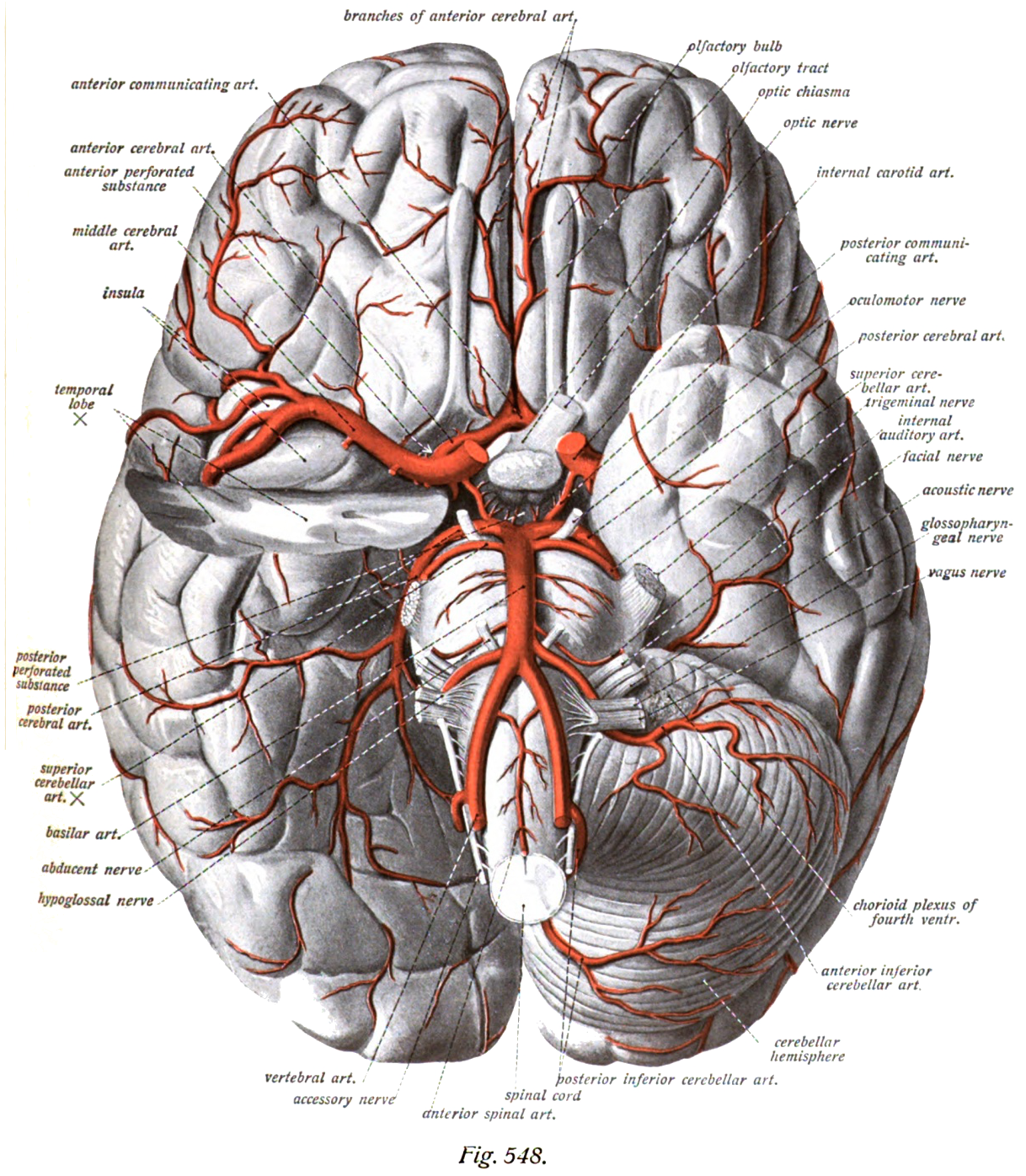
Arterele bazei creierului. Artera bazilară marcată sub centru. Polul temporal⁠(d) al cerebrului și emisfera cerebeloasă au fost îndepărtate pe partea dreaptă. Aspect inferior (privit de jos).